# 6 august
ianuarie • februarie • martie  • aprilie  • mai  • iunie  • iulie  • august  • septembrie  • octombrie  • noiembrie  • decembrie
6 august este a 218-a zi a calendarului gregorian și a 219-a zi în anii bisecți. Mai sunt 147 de zile până la sfârșitul anului.

## Evenimente

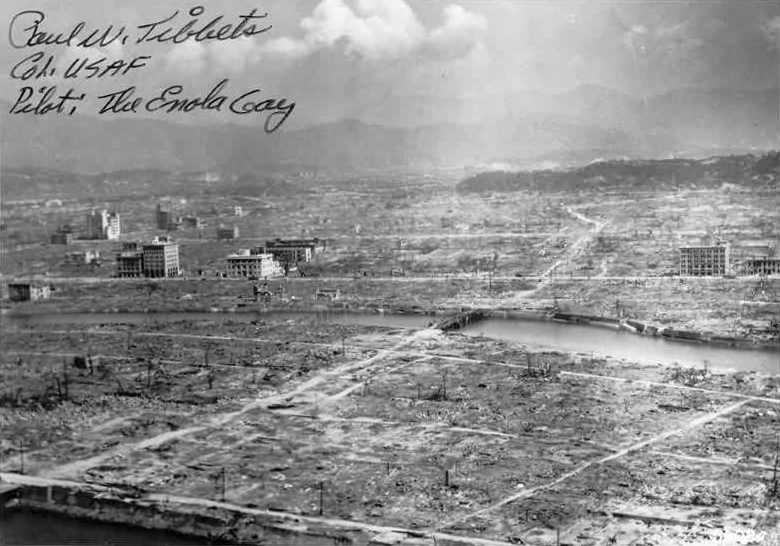
1945: Bombardierul american Enola Gay a lansat prima bombă atomică, denumită Little Boy, asupra orașului japonez Hiroșima. În jur de 70.000 de persoane sunt ucise instantaneu, și câteva zeci de mii de oameni mor în anii următori de arsuri și de radiații.

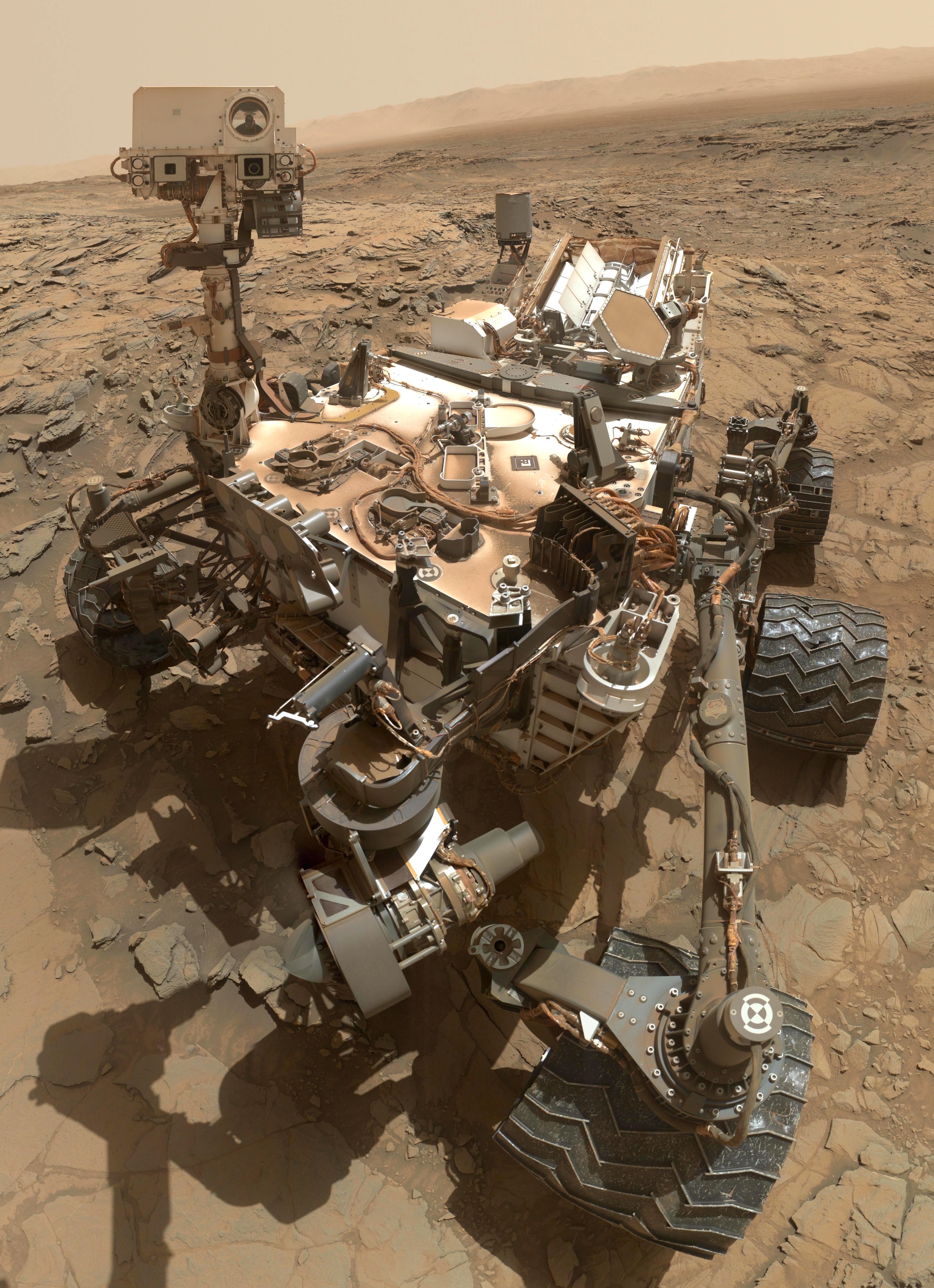
2012: Rover-ul Curiosity, trimis de NASA la 26 noiembrie 2011, a ajuns pe Marte.

- 1284: Republica Pisa este învinsă în Bătălia de la Meloria de către Republica Genova, pierzând astfel dominația navală în Marea Mediterană.
- 1484: Începe asediul cetății Chilia, în timpul campaniei sultanului Baiazid al II-lea în Moldova (iunie - august 1484); după opt zile, cetatea este cucerită de invadatori (la 14 august) și devine raia turcească.
- 1791: Inaugurarea Porții Brandenburg din Berlin.
- 1806: Ca urmare a înfrângerii suferite în Războiul celei de-a Treia Coaliții, împăratul Francisc al II-lea abdică și dizolvă Sfântul Imperiu Roman.
- 1813: Generalul și omul de stat sud-american Simon Bolivar a ocupat orașul Caracas și a restaurat republica.
- 1825: Proclamarea independenței Boliviei. Sărbătoare națională.
- 1845: „Societatea Geografică Rusă” este fondată la Sankt Petersburg.
- 1863: La Londra, a intrat în funcțiune primul metrou din lume, de-a lungul sectorului Victoria Street, cu lungimea de 6,3 kilometri. Tracțiunea era realizată cu o mașină cu abur.
- 1867: S-a înființat Biblioteca Academiei Române.
- 1877: Marele duce Nicolae adresează domnitorului Carol I noi telegrame în care solicită trecerea Dunării de către întreaga armată română. Unități ale armatei române trec Dunărea și iau în primire paza podului de vase Zimnicea-Șiștova.
- 1890: Criminalul William Kemmler, condamnat la moarte, a fost prima persoană executată pe scaunul electric, în închisoarea din Auburn, New York.
- 1893: Canalul Corint este deschis pentru traficul navelor maritime.
- 1914: Primul Război Mondial: Serbia declară război Germaniei.
- 1917: Primul Război Mondial: Începe Bătălia de la Mărășești între armatele României și Germaniei.
- 1926: Înotătoarea americană Gertrude Ederle a fost prima femeie din lume care a traversat Canalul Mânecii. Traversarea a durat mai mult de 14 ore.
- 1940: Estonia a fost anexată ilegal de Uniunea Sovietică.
- 1942: Regina Wilhelmina a Țărilor de Jos devine prima regină domnitoare care se adresează sesiunii comune a Congresului Statelor Unite.
- 1945: Al doilea război mondial: Bombardierul american Enola Gay a lansat prima bombă atomică, denumită Little Boy, asupra orașului japonez Hiroșima. În jur de 70.000 de persoane sunt ucise instantaneu, și câteva zeci de mii de oameni mor în anii următori de arsuri și de radiații.
- 1945: Guvernul sovietic restabilește relațiile diplomatice cu România. Guvernele SUA și Angliei au condiționat reluarea relațiilor diplomatice de includerea în guvernul Petru Groza a unor reprezentanți ai PNL și PNȚ. Vor stabili relații diplomatice cu România la 5 februarie 1946.
- 1960: Revoluția Cubaneză: Cuba naționalizează proprietățile americane și cu capital străin din țară.
- 1962: Proclamarea independenței statului Jamaica. Sărbătoare națională.
- 1973: Compozitorul și cântărețul american Stevie Wonder a suferit un grav accident răsturnându-se cu mașina, în urma căruia a stat patru zile în comă și și-a pierdut temporar mirosul și gustul.
- 1990: Organizația Națiunilor Unite decretează un embargou împotriva Irakului și autorizează, la 25 august 1990, recurgerea la forță împotriva regimului de la Bagdad.
- 1991: Programatorul britanic Tim Berners-Lee și-a publicat primele sale idei pentru realizarea unui sistem de documente legate între ele prin Internet, sistem ce avea să fie denumit World Wide Web.
- 2001: Președintele Boliviei, Hugo Banzer, a demisionat din funcție.
- 2005: În Brazilia a avut loc unul dintre cele mai mari jafuri bancare: 65 milioane de dolari americani.
- 2012: Rover-ul Curiosity, trimis de NASA la 26 noiembrie 2011, a ajuns pe Marte.
- 2021: Parlamentul moldovean alege pe Natalia Gavrilița ca noul prim-ministru al Republicii Moldova.[1]

## Nașteri
- 1644: Louise de la Vallière, metresa regelui Ludovic al XIV-lea al Franței (d. 1710)
- 1656: Jean Galbert de Campistron, dramaturg francez (d. 1723)
- 1666: Maria Sofia de Neuburg, regină a Portugaliei (d. 1699)
- 1697: Carol al VII-lea, Împărat al Sfântului Imperiu Roman (d. 1745)
- 1766: William Hyde Wollaston, medic și chimist englez (d. 1828)
- 1775: Louis-Antoine, Duce de Angoulême, ultimul Delfin al Franței (d. 1844)
- 1809: Alfred, Lord Tennyson, poet englez (d. 1892)
- 1843: Prințesa Augusta de Saxa-Meiningen (d. 1919)
- 1844: Alfred, Duce de Saxa-Coburg și Gotha, tatăl reginei Maria a României (d. 1900)

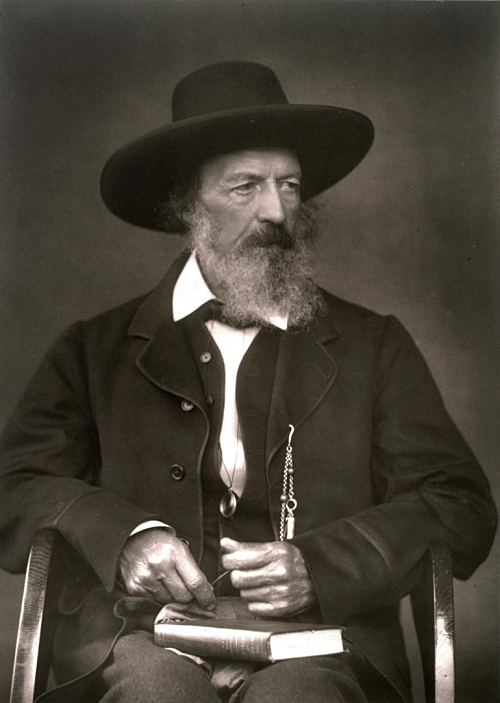
Alfred, Lord Tennyson, poet englez
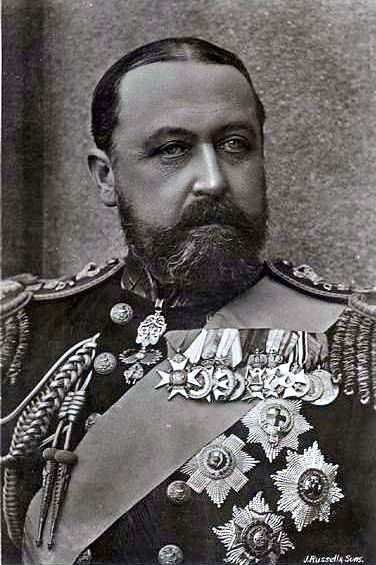
Alfred, Duce de Saxa-Coburg și Gotha, tatăl reginei Maria a României
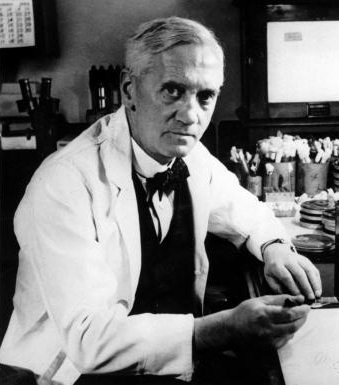
Alexander Fleming, bacteriolog scoțian, laureat Nobel

- 1866: Maria Ciucurescu, actriță română (d.1939)
- 1868: Paul Claudel, poet, dramaturg și eseist francez (d. 1955)
- 1868: Lipót Ács (Lipót Auerbach), scriitor, designer, pedagog maghiar (d. 1945)
- 1871: Ion Popescu-Pasărea, compozitor român de muzică bisericească (d. 1943)
- 1878: Ioan P. Papp, jurist român, membru de onoare al Academiei Române (d. 1959)
- 1881: Sir Alexander Fleming, bacteriolog britanic, laureat al Premiului Nobel (d. 1955)
- 1892: Kazimiera Iłłakowiczówna, poetă poloneză (d. 1983)
- 1895: Iuliu Nițulescu, medic nutriționist și fiziopatolog român, membru al Academiei Române (d. 1975)
- 1908: Eqrem Çabej, lingvist istoric și cercetător albanez (d. 1980)
- 1911: Lucille Ball, actriță, model și producătoare americană (d. 1989)
- 1917: Robert Mitchum, actor american (d. 1997)
- 1926: Frank Finlay, actor englez (d. 2016)
- 1928: Andy Warhol, grafician și pictor american (d. 1987)
- 1929: Geta Caragiu, sculptoriță română (d. 2018)
- 1931: Umberto Lenzi, regizor de film, scenarist și romancier italian (d. 2017)
- 1941: Cezar Ivănescu, poet român (d. 2008)
- 1943: Dan Grigore, pianist român
- 1951: Catherine Hicks, actriță americană
- 1960: Philippe Omnès, scrimer francez

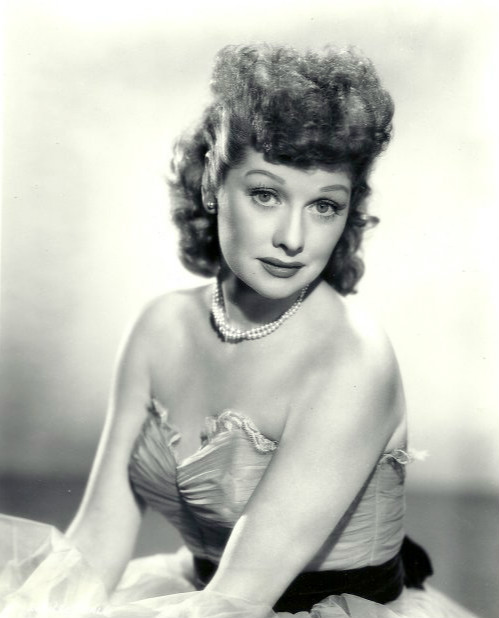
Lucille Ball, actriță americană
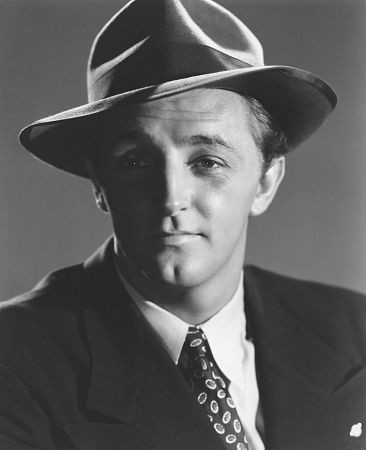
Robert Mitchum, actor american
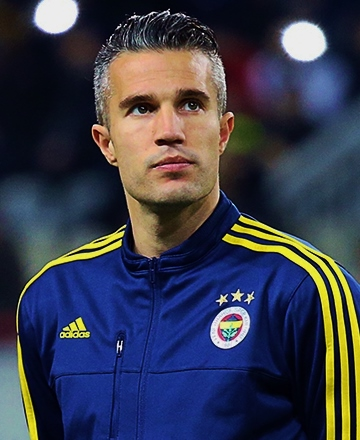
Robin van Persie, fotbalistn neerlandez

- 1962: Cornel Ștefan Bardan, politician român
- 1962: Michelle Yeoh, actriță malaeziană de origine chineză
- 1965: Olivier Megaton, regizor, scenarist și editor francez
- 1970: M. Night Shyamalan, scenarist, regizor și producător american de origine indiană
- 1971: Fatman Scoop, rapper american (d. 2024)
- 1972: Paolo Bacigalupi, scriitor american
- 1972: Monica Davidescu, actriță română de teatru și film
- 1972: Geri Halliwell, cântăreață britanică (Spice Girls)
- 1973: Vera Farmiga, actriță americană
- 1976: Melissa George, actriță și atletă australiano-americană
- 1980: Ovidiu Tonița, jucător de rugby român
- 1980: Roman Weidenfeller, fotbalist german
- 1981: Daniel Bălașa, fotbalist român
- 1983: Robin van Persie, fotbalistn neerlandez
- 1984: Vedad Ibišević, fotbalist bosniac
- 1985: Florentina Olar-Spânu, fotbalistă română
- 1987: Kelvin Caña, scrimer venezuelan
- 1989: Anita Cifra, handbalistă maghiară

## Decese
- 0258: Papa Sixt al II-lea
- 0523: Papa Hormisdas (n. 450)
- 1195: Henric Leul, fiul lui Henric al X-lea, Duce de Bavaria (n. 1129)
- 1458: Papa Calixt al III-lea, primul papă spaniol al Romei (n. 1378)
- 1623: Anne Hathaway, soția lui William Shakespeare (n. 1555 sau 1556)
- 1660: Diego Velázquez, pictor spaniol (n. 1599)
- 1746: Christian al VI-lea, rege al Danemarcei și Norvegiei (n. 1699)
- 1753: Georg Richmann, fizician german din Estonia (n. 1711)
- 1816: Antonio Cagnoli, astronom italian (n. 1743)
- 1879: Johann von Lamont, astronom și fizician scoțiano-german (n. 1805)
- 1886: Wilhelm Scherer, critic și filolog austriac (n. 1841)
- 1887: George Crețianu, poet și publicist român, membru de onoare al Academiei Române (n. 1829)

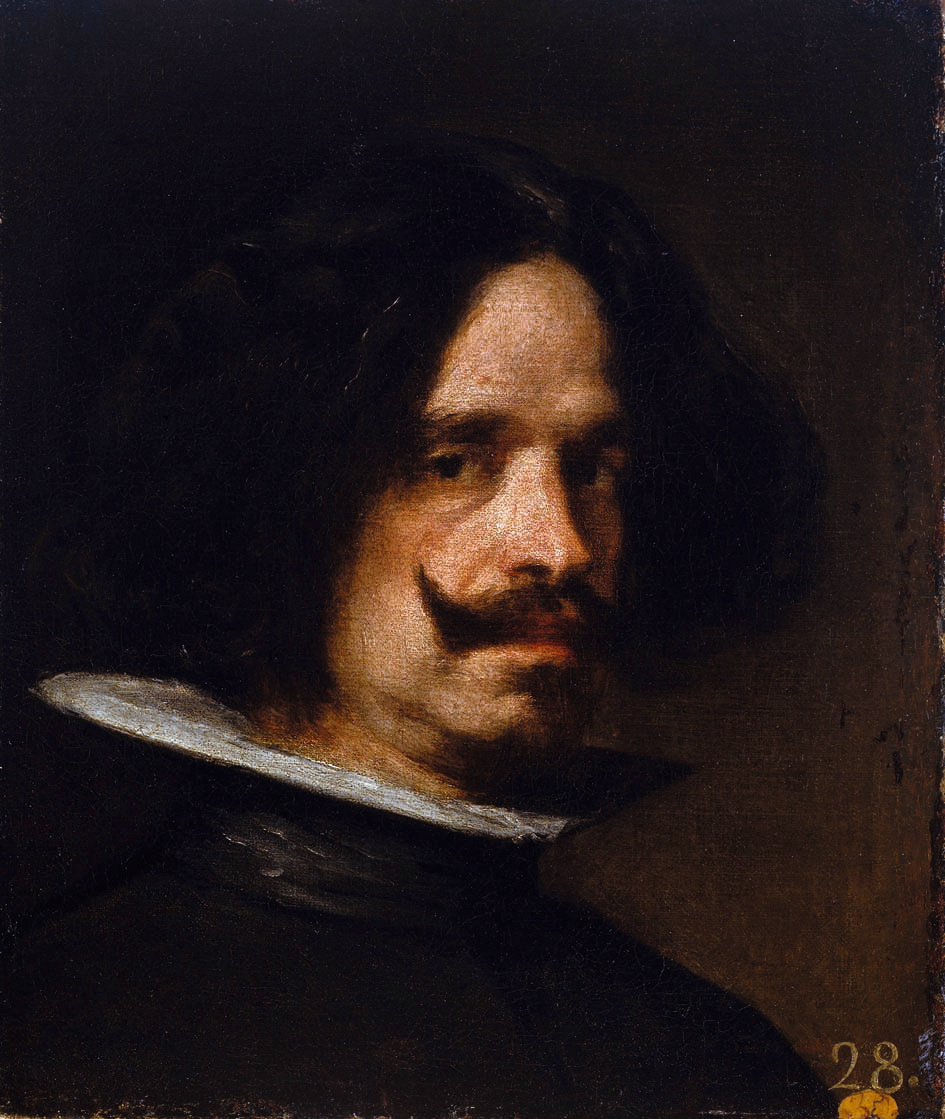
Diego Velázquez, pictor spaniol
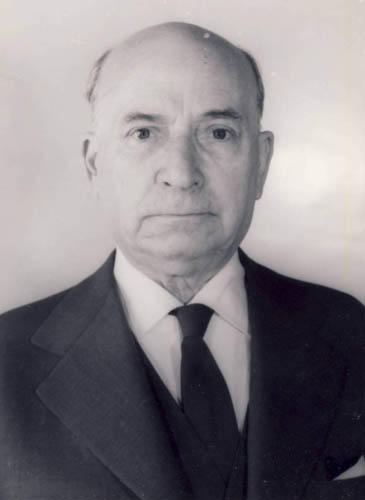
Sică Alexandrescu, regizor român
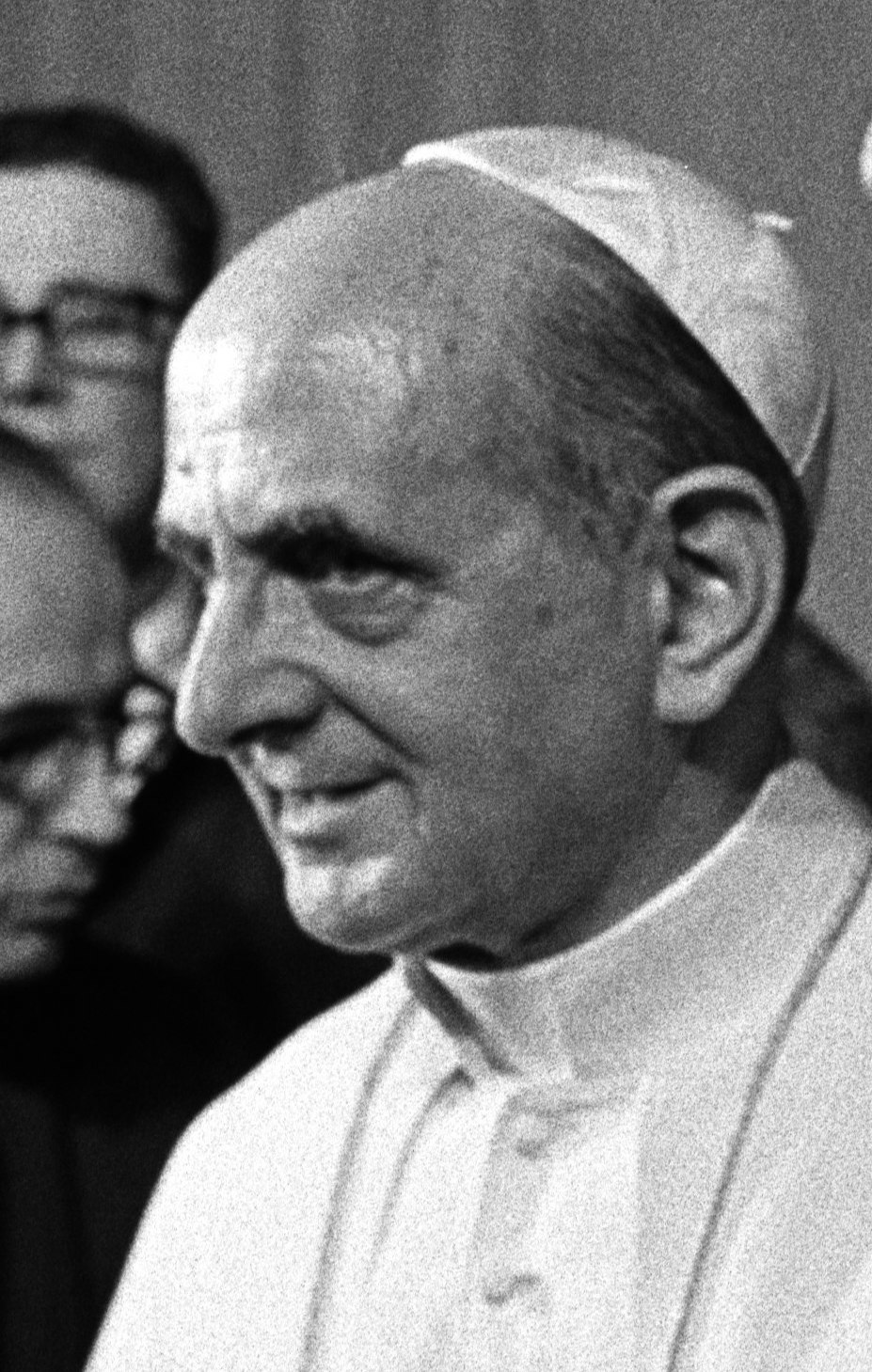
Papa Paul al VI-lea

- 1926: Constantin Climescu, matematician român (n. 1844)
- 1935: George Vâlsan, geograf român, membru al Academiei Române (n. 1885)
- 1936: Ramón Acín, pictor spaniol (n. 1888)
- 1942: Alfonso Castaldi, compozitor și dirijor român de origine italiană (n. 1874)
- 1955: Nicolae Bălan, mitropolit ortodox al Transilvaniei (n. 1882)
- 1969: Theodor W. Adorno, filosof și sociolog german (n. 1903)
- 1973: Sică Alexandrescu, regizor român (n. 1896)
- 1975: Infantele Alfonso, Duce de Galliera (n. 1886)
- 1978: Papa Paul al VI-lea (Giovanni Battista Montini) (n. 1897)
- 1979: Feodor Lynen, biochimist german, laureat al Premiului Nobel (n. 1911)
- 1984: Visarion Aștileanu, preot greco-catolic respectiv romano-catolic, apoi episcop ortodox al Aradului (n. 1914)
- 2000: Petre Gheorghiu, actor român (n. 1929)
- 2001: Jorge Amado, scriitor brazilian (n. 1912)
- 2002: Edsger Dijkstra, informatician olandez (n. 1930)
- 2005: Vizma Belševica, scriitoare și traducătoare letonă (n. 1931)
- 2015: Malvina Urșianu, scenaristă română (n. 1927)
- 2015: Mircea Dobrescu, pugilist român (n. 1930)
- 2024: Vasile Bahnaru , Istoric Moldovean (n. 1949)

## Sărbători
- Schimbarea la față (calendar ortodox, anglican, catolic, evanghelic)

- Bolivia: Ziua națională - aniversarea proclamării independenței față de Spania (1825)
- Jamaica: Ziua națională - aniversarea proclamării independenței față de Marea Britanie (1962)
- Japonia: Ziua Hiroshimei - Ziua mondială a luptei pentru interzicerea armei nucleare (din 1947)